# Indigofera smutsii
Indigofera smutsii är en ärtväxtart som beskrevs av Jan Bevington Gillett. Indigofera smutsii ingår i släktet indigosläktet, och familjen ärtväxter. Inga underarter finns listade i Catalogue of Life.